# Nieuport 11
Nieuport 11, відомий як «Ньєпор Бебе» (фр. bébé, досл. «немовля»)
Гюстав Делаж розробив цей мініатюрний літак у 1915 році, і його швидко замовили у виробництво для ВПС Франції. Він надійшов на озброєння вчасно, щоб побачити бойові дії під час битви під Верденом, і разом із Airco DH.2 Королівського льотного корпусу та FE2b Royal Aircraft Factory зіграв важливу роль у припиненні панування в повітрі, яким раніше користувалися Fokker E-series.
Літак можна легко відрізнити від пізніших Nieuports за відсутністю підголівника. Літаючі дроти сходяться від крил до фюзеляжу.